# ヨセフ・ヘンリー・レフィスゾーン
ヨセフ・ヘンリー・レフィスゾーン（Joseph Henry Levyssohn、1800年頃 - 1883年3月4日）は、幕末期に長崎オランダ商館長を務めた人物である。

## 経歴
レフィスゾーンはハーグで誕生した。正確な生年月日は不明であるが、1800年頃と推測されている。1825年にオランダ東インド会社の社員となる。

## 日本での活動
1845年（弘化2年）、レフィスゾーンは第158代（平戸時代からは第164代）長崎オランダ商館長として日本に赴任し、同年中に長崎出島に居住した。彼の在任期間中には、翌年のフランス艦隊来航や1850年（嘉永3年）のアメリカ捕鯨船員の来航に際し、通訳や交渉を担った。これらの経験は、1853年（嘉永6年）のマシュー・ペリー提督来航による日本の開国準備に間接的に貢献したとされる。
また、この時期にはアメリカ合衆国大統領ミラード・フィルモアの国書を携えたアーロン・パーマー書簡が日本に届けられている。レフィスゾーンは、江戸幕府への最後の江戸参府を行ったオランダ人商館長でもあり、幕末の日本とオランダの関係改善に尽力した。1850年（嘉永3年）に任期満了を迎え、帰国した。

## 著書
レフィスゾーンの主な著書は以下の通りである。
- 『日本雑纂』：帰国後の1852年に刊行された。日本での活動日記が記述されており、当時の日本の様子を知る貴重な史料となっている。

## 関連書籍
レフィスゾーンに関する研究書として、以下のものが挙げられる。
- 『レフィスゾーン 江戸参府日記』：2003年に片桐一男の翻訳により雄松堂出版から刊行された。